# Carahasani
Carahasani è un comune della Moldavia situato nel distretto di Ștefan Vodă di 3.011 abitanti al censimento del 2004.